# Elecciones parlamentarias de Grecia de 1974
Las elecciones parlamentarias de Grecia de 1974 se realizaron el 17 de noviembre con el objetivo de volver a la democracia tras el colapso de la Dictadura de los Coroneles impuesta en 1967. Se celebraron días antes de que un referéndum eliminara la monarquía griega por completo y estableciera una república parlamentaria, por lo que estas fueron las últimas elecciones realizadas bajo la constitución griega de 1952.
El partido de centroderecha Nueva Democracia (ND), fundado unos meses atrás por el primer ministro provisional Constantinos Karamanlís, obtuvo una aplastante victoria con el 54.37% de los votos, y obtuvo una mayoría absoluta de dos tercios del Consejo de los Helenos con 220 de los 300 escaños. Ningún partido político ha logrado una victoria similar desde entonces hasta la actualidad. En segundo lugar quedó la Unión de Centro - Nuevas Fuerzas (EK-ND) con solo el 20.42% de los votos y 60 escaños. El Movimiento Socialista Panhelénico (PASOK), quedó en tercer lugar con el 13.58% y obtuvo 12 escaños, y finalmente, la coalición Izquierda Unida, liderada por el recién legalizado Partido Comunista de Grecia, obtuvo el 9.47% de los votos y 8 escaños. Ninguna otra fuerza obtuvo representación parlamentaria.
Con esta gigantesca mayoría, Karamanlís fue elegido primer ministro, poniendo fin al período de transición democrática conocido como Metapolítefsi, aunque la democracia se consolidaría con la victoria del PASOK en 1981 y el primer cambio seguro de gobierno.

## Antecedentes

### Colapso del régimen militar
Después de la invasión de Chipre por los turcos, la junta militar finalmente abandonó al dictador Dimitrios Ioannides y sus políticas. El 23 de julio de 1974, el presidente Phaedon Gizikis convocó una reunión de políticos de la vieja guardia, incluidos Panagiotis Kanellopoulos, Spyros Markezinis, Stephanos Stephanopoulos, Evangelos Averoff y otros. Los jefes de las fuerzas armadas también participaron en la reunión. La agenda era designar un gobierno de unidad nacional con el mandato de conducir el país hasta que se celebrasen elecciones y al mismo tiempo sacar a Grecia de una posible confrontación armada con Turquía. Gizikis propuso, al principio, que los ministerios clave de Defensa, Orden Público e Interior fueran controlados por los militares, pero esta idea fue rechazada sumariamente.
El ex primer ministro Panagiotis Kanellopulos fue propuesto originalmente como jefe del nuevo gobierno interino. Fue el primer ministro legítimo originalmente depuesto por la dictadura y un distinguido político veterano que había criticado en varias ocasiones a Papadopoulos y su sucesor. Algunas batallas seguían ocurriendo en el norte de Chipre y la frontera de Grecia con Turquía en Tracia estaba tensa cuando los griegos salieron a las calles en todas las ciudades principales, celebrando la decisión de la junta de abandonar el poder antes de que la guerra en Chipre pudiera derramarse sobre el Egeo. Pero las conversaciones en Atenas no iban a ninguna parte con la oferta de Gizikis a Panayiotis Kanellopoulos para formar un gobierno siendo rechazada.
Tras el rechazo de Kanellopoulos, Evangelos Averoff propuso a Constantinos Karamanlís, primer ministro de 1955 a 1963, para la jefatura del gobierno, pues consideraba que era la única personalidad política que podía liderar un gobierno de transición exitoso, teniendo en cuenta las nuevas circunstancias y los peligros tanto dentro como fuera del país. Gizikis y los jefes de las fuerzas armadas inicialmente expresaron reservas, pero finalmente se convencieron por los argumentos de Averoff. Gizikis se comunicó con Karamanlís para suplicar su retorno a Grecia desde el exilio. Este inicialmente se opuso pero, finalmente, acabó aceptando ante la insistencia del presidente y su promesa de que los militares no volverían a intervenir en la política griega si regresaba.

### Metapolítefsi
Karamanlís finalmente retornó a Grecia el 23 de julio de 1974, a bordo del avión presidencial francés Mystère 20, prestado por el mandatario Valéry Giscard d'Estaing, amigo personal suyo; y fue juramentado como primer ministro provisional de República Helénica a las cuatro de la mañana del 24 de julio por el arzobispo Seraphim de Atenas, y en presencia del presidente Gizikis. A pesar de su participación en el antiguo régimen, Gizikis permaneció en su cargo para darle "continuidad legal" a la transición. A pesar de enfrentarse a una situación política inherentemente inestable y peligrosa, que lo obligó a dormir a bordo de un yate vigilado por un destructor naval durante varias semanas después de su regreso, Karamanlis actuó rápidamente para calmar la tensión entre Grecia y Turquía, que estaba al borde de la guerra por la crisis de Chipre, y comenzar el proceso de transición de un gobierno militar a una democracia pluralista.
Los eventos que llevaron a la Metapolítefsi y las debilidades tradicionales de las instituciones políticas y sociales griegas no fueron conducentes a una estrategia integral hacia la democracia. La sociedad civil no estaba preparada para articular una estrategia de transición "desde abajo" y los grupos de resistencia estaban fragmentados, a pesar de su glamour político. Por lo tanto, el proceso de transición se convirtió en un proyecto "desde arriba", cuyo peso recayó sobre los hombros de Karamanlís.
Al comienzo de la transición, Karamanlís legalizó por primera vez el Partido Comunista de Grecia (KKE), demonizado constantemente por la junta, utilizando este movimiento político como un diferenciador entre la rigidez de la Junta sobre el asunto que delataba su totalitarismo y su propio enfoque de realpolitik perfeccionado por años de práctica de la democracia. La legalización del Partido Comunista también fue un gesto de inclusión y acercamiento. Al mismo tiempo, Karamanlís también liberó a todos los presos políticos y perdonó todos los crímenes políticos contra la junta. Este enfoque fue muy bien recibido por la población, cansada de las polémicas divisivas de la junta. Siguiendo con su tema de reconciliación, también adoptó un enfoque mesurado para eliminar a los colaboradores y personas designadas de la dictadura de las posiciones que ocupaban en la burocracia gubernamental y, queriendo inaugurar oficialmente la nueva era democrática en la política griega lo antes posible, declaró que las elecciones se celebraría en noviembre de 1974, apenas cuatro meses después del colapso del régimen dictatorial. Este enfoque de estadista agradó tanto a la derecha como a la izquierda y redujo en gran medida la temperatura política del país, siendo esto habitualmente citado como el motivo por el cual la transición tuvo éxito.

## Sistema electoral
De conformidad con la Ley Electoral aprobada el 16 de septiembre de 1974, el parlamento unicameral de Grecia, conocido como Consejo de los Helenos, está compuesto por 300 miembros elegidos para un mandato de cuatro años. De estos miembros, 288 son elegidos directamente por el pueblo, y los otros 12 son considerados miembros "Diputados Honorarios" o "Diputados Estatales" y son designados por los dos partidos que obtengan el mejor resultado de entre sus figuras más prominentes que no se hayan presentado en las elecciones. El sistema electoral es el escrutinio mayoritario plurinominal mediante representación proporcional. Todo ciudadano mayor de veintiún años está capacitado para votar y el sufragio es obligatorio para todos los que tengan entre veintiuno y setenta años. Todos los electores calificados de al menos veinticinco años de edad pueden ser candidatos al Parlamento. Si son candidatos, miembros de las fuerzas armadas y policiales, ciertos funcionarios públicos o titulares de cargos públicos, notarios, registradores de hipotecas y empleados o directores de agencias u organizaciones gubernamentales o semigubernamentales, todos deben renunciar a sus puestos al menos 18 días antes de anunciar su candidatura. Todos los candidatos deben ser apoyados por un mínimo de doce electores. En esta ocasión había 56 circunscripciones plurinominales, y 1.425 personas presentaron sus candidaturas.

## Generalidades
Seis días después del anuncio de las elecciones, Karamanlís anunció la formación de un "gabinete encargado", pues varios miembros del gabinete interino renunciaron para poder presentar sus candidaturas. El 28 de septiembre, Karamanlís y un grupo de aliados conservadores fundaron su propio partido político para disputar los comicios, el cual fue llamado, no sin motivos, Nueva Democracia, y publicó su manifiesto el mismo día, en el que anunciaba la fundación del partido para iniciar la transición hacia "una democracia nueva, sana y viable". Por otro lado estaba George Mavros, exministro de Asuntos Exteriores, cuyo partido, la Unión de Centro, había dirigido el último gobierno electo antes del golpe de 1967, y se fusionó con el partido Nuevas Fuerzas, compuesto por una serie de intelectuales. Otro partido importante fue el Movimiento Socialista Panhelénico (PASOK), un partido socialista democrático, y el movimiento Izquierda Unida, liderado por los comunistas y que defendía la "democracia socialista". Luego estaba la derechista Unión Democrática Nacional, de tendencia ultraconservadora.
Durante la campaña, cuando se permitieron transmisiones televisivas , tanto los partidos Nueva Democracia como la coalición Unión de Centro - Nuevas Fuerzas afirmaron que buscarían vínculos más estrechos con Occidente y la Comunidad Económica Europea, mientras que el PASOK favoreció la idea de una política exterior no alineada.

## Resultados
| Partido                                                                    | Votos     | %    | Escaños |
| -------------------------------------------------------------------------- | --------- | ---- | ------- |
| Nueva Democracia (ND)                                                      | 2.669.133 | 54.4 | 220     |
| Unión de Centro - Nuevas Fuerzas (EK-ND)                                   | 1.002.559 | 20.4 | 60      |
| Movimiento Socialista Panhelénico (PASOK)                                  | 666.413   | 13.6 | 12      |
| Izquierda Unida (EA)                                                       | 464.787   | 9.5  | 8       |
| Unión Nacional Democrática (EDE)                                           | 52.768    | 1.1  | 0       |
| Unión de Centro Democrático (DEK)                                          | 8.509     | 0.2  | 0       |
| Movimiento Comunista Revolucionario de Grecia (EKKE)                       | 1.599     | 0.0  | 0       |
| Coalición Unión Liberal Democrática-Partido Socialista de Grecia (FDE-SKE) | 975       | 0.0  | 0       |
| Independientes                                                             | 42.291    | 0.9  | 0       |
| Votos en blanco/anulados                                                   | 54.584    | –    | –       |
| Total                                                                      | 4.963.558 | 100  | 300     |
| Votantes registrados/participación                                         | 6.241.066 | 79.5 | –       |
| Fuente: Nohlen & Stöver                                                    |           |      |         |